# Кубок Европы по метаниям 2023
Кубок Европы по метаниям 2023 года прошёл 11—12 марта в Лейрии (Португалия). Соревнования принимали две арены, муниципальный стадион «Магальяйнш Песоа» и национальный центр легкоатлетических метаний. В программу турнира были включены толкание ядра, метание диска, метание молота и метание копья. Были разыграны 4 командных Кубка: среди мужчин и женщин в абсолютной возрастной категории и среди молодёжи до 23 лет (2001 года рождения и моложе). Лейрия принимала турнир в пятый раз в истории (второй подряд).
В соревнованиях приняли участие 296 спортсменов из 40 стран Европы (161 мужчина и 135 женщин). Каждая страна могла выставить до 2 человек в каждой дисциплине у взрослых и одного — среди молодёжи. В зачёт команды шёл лучший результат в каждом из видов метаний, переведённый в очки с помощью Международной таблицы перевода результатов World Athletics. По сумме полученных баллов определялись победители и призёры в командном зачёте Кубка.
В седьмой раз подряд в турнире не принимала участие сборная России, отстранённая в ноябре 2015 года от международных соревнований в связи с допинговым скандалом. Более того, на фоне вторжения российских войск на Украину, начавшегося 24 февраля 2022 года, World Athletics и Европейская легкоатлетическая ассоциация закрыли допуск на главные международные соревнования даже для легкоатлетов, получивших нейтральный статус, а также для спортсменов из Белоруссии.
Наиболее высокие результаты были показаны в метании диска. Среди мужчин не было равных действующему чемпиону мира словенцу Кристьяну Чеху (68,30 м), среди молодёжи — Стивену Рихтеру из Германии (64,23 м). Первому не хватило до рекорда соревнований (69,70 м) чуть менее полутора метров, а второй уступил лучшему результату всего 14 см.
Лучший результат в метании копья показал победитель в молодёжной категории, 19-летний Артур Фельфнер из Украины. Он единственный из мужчин, кто смог отправить снаряд в Лейрии дальше 80 метров.
Никола Татхилл завоевала первую медаль для Ирландии в истории Кубков Европы по метаниям — серебряную в метании молота среди спортсменок до 23 лет.

## Результаты

### Индивидуальное первенство
| Дисциплина                   | Золото                            | Золото  | Серебро                           | Серебро | Бронза                          | Бронза  |
| ---------------------------- | --------------------------------- | ------- | --------------------------------- | ------- | ------------------------------- | ------- |
| Мужчины                      |                                   |         |                                   |         |                                 |         |
| Толкание ядра                | Роман Кокошко Украина             | 21,52 м | Боб Бертемес Люксембург           | 21,21 м | Зейн Вейр Италия                | 20,98 м |
| Метание диска                | Кристьян Чех Словения             | 68,30 м | Алин Фирфирикэ Румыния            | 63,78 м | Мартин Маркович Хорватия        | 62,20 м |
| Метание молота               | Бенце Халас Венгрия               | 74,65 м | Томас Мардаль Норвегия            | 73,94 м | Янн Шоссинан Франция            | 73,25 м |
| Метание копья                | Леандру Рамуш Португалия          | 78,57 м | Дагбьяртур Дади Йоунссон Исландия | 78,56 м | Ману Кихера Испания             | 78,42 м |
| Мужчины (молодёжь до 23 лет) |                                   |         |                                   |         |                                 |         |
| Толкание ядра                | Мухамет Рамадани Косово           | 19,28 м | Эрик Майхёфер Германия            | 19,13 м | Риккардо Феррара Италия         | 19,00 м |
| Метание диска                | Стивен Рихтер Германия            | 64,23 м | Михаил Брудин Украина             | 58,60 м | Энрико Саккомано Италия         | 56,27 м |
| Метание молота               | Михаил Кохан Украина              | 75,80 м | Давид Пилат Польша                | 72,42 м | Халил Йылмазер Турция           | 70,45 м |
| Метание копья                | Артур Фельфнер Украина            | 80,09 м | Ленни Бриссо Франция              | 72,55 м | Дьёрдь Херцег Венгрия           | 72,46 м |
| Женщины                      |                                   |         |                                   |         |                                 |         |
| Толкание ядра                | Джессика Иншуде Португалия        | 18,14 м | Йемиси Огунлейе Германия          | 18,09 м | Сара Леннман Швеция             | 17,95 м |
| Метание диска                | Шанис Крафт Германия              | 64,88 м | Лилиана Са Португалия             | 64,32 м | Мелина Робер-Мишон Франция      | 61,70 м |
| Метание молота               | Сара Фантини Италия               | 73,26 м | Бьянка Гелбер Румыния             | 71,52 м | Катрин Кох-Якобсен Дания        | 71,08 м |
| Метание копья                | Элина Дженго Греция               | 63,65 м | Мария Вученович Сербия            | 60,56 м | Адриана Вилагош Сербия          | 59,83 м |
| Женщины (молодёжь до 23 лет) |                                   |         |                                   |         |                                 |         |
| Толкание ядра                | Серена Винсент Великобритания     | 16,90 м | Эмилия Кангас Финляндия           | 16,28 м | Нина Чиома Ндубуйси Германия    | 16,24 м |
| Метание диска                | Лотта Флатум Норвегия             | 56,54 м | Эмили Конте Италия                | 56,18 м | Мари-Жозе Бовель-Линака Франция | 53,42 м |
| Метание молота               | Валерия Иваненко-Кирилина Украина | 65,51 м | Никола Татхилл Ирландия           | 64,44 м | Ракеле Мори Италия              | 62,79 м |
| Метание копья                | Вероника Шокота Хорватия          | 56,82 м | Петра Сичакова Чехия              | 55,23 м | Эсра Тюркмен Турция             | 54,69 м |

### Командное первенство
Сборная Испании впервые выиграла командное первенство Кубка Европы — отличились мужчины, опередившие хозяев соревнований. В женском зачёте Германия одержала восьмую победу, сравнявшись по этому показателю со сборной России.
| Место | Команда    | Очки |
| ----- | ---------- | ---- |
| 1     | Испания    | 4318 |
| 2     | Португалия | 4269 |
| 3     | Франция    | 4162 |
| 4     | Украина    | 4144 |
| 5     | Италия     | 4140 |
| 6     | Румыния    | 4136 |

| Место | Команда    | Очки |
| ----- | ---------- | ---- |
| 1     | Германия   | 4338 |
| 2     | Италия     | 4207 |
| 3     | Франция    | 4156 |
| 4     | Португалия | 4122 |
| 5     | Украина    | 3681 |

| Место | Команда  | Очки |
| ----- | -------- | ---- |
| 1     | Германия | 4148 |
| 2     | Украина  | 4119 |
| 3     | Турция   | 4007 |
| 4     | Италия   | 3976 |
| 5     | Франция  | 3903 |
| 6     | Испания  | 3872 |
| 7     | Венгрия  | 3745 |

| Место | Команда | Очки |
| ----- | ------- | ---- |
| 1     | Италия  | 3805 |
| 2     | Украина | 3489 |